# Tilley's
Tilley's Devine Café Gallery es una conocida cafetería en el suburbio de Lyneham en Canberra, Australia. Lleva el nombre de Matilda 'Tilly' Devine, una gángster australiana inglesa y madama de Sídney.
Cuando el café abrió por primera vez en 1984, estaba pensado como un espacio para mujeres, y a los hombres solo se les permitía la entrada si iban acompañados de mujeres. Popular entre las mujeres lesbianas, rápidamente se convirtió en un ícono de la escena LGBT de Canberra. Los intentos de restringir o limitar la entrada de hombres generaron conflictos, sobre todo por parte de un grupo de cadetes del Colegio Militar Real de Duntroon, que intentaron entrar por la fuerza, instigando una pelea. La política se mantuvo durante dos años.
Tilley's originalmente tenía capacidad para 60 personas, pero posteriormente se amplió cinco veces y ahora cuenta con grandes áreas para comer en el interior y al aire libre. Anteriormente fue un espacio popular para conciertos nocturnos de músicos locales, con nombres como Wayne Kelly, Mia Dyson, Frente! y Clare Bowditch. En 2005 se redujeron los conciertos para ampliar el restaurante y cafetería, que era más viable económicamente. Según la historiadora del Territorio de la Capital Australiana, Roslyn Russell, fue el primer lugar al aire libre con licencia en Australia y el primer bar australiano que prohibió fumar en interiores.